# Schnarup-Thumby
Schnarup-Thumby é um município da Alemanha, localizado no distrito de Schleswig-Flensburg, estado de Schleswig-Holstein.